# 緙絲
緙絲，又稱刻絲，是中國傳統的一種絲織品，其特色是以緙織方式織造，緯線並不橫貫全幅，而僅在需要處與經線交織，稱為「通經斷緯」法。其成品正反兩面如一，在不同色彩的輪廓之間並不相連，憑空背光觀察可見點點孔隙，有如以刀鏤刻而成。
最初「通經斷緯」的緙織技法是用於毛織物，稱緙毛，至唐代開始將此技法用於絲織品。南宋時期緙絲可模仿書法畫作，風格細膩柔美，具有欣賞性的藝術價值。明清兩朝的緙絲中心在蘇州，於乾隆之世達到鼎盛，所產織品多供朝廷使用。
如今缂丝的生产主要集中在江苏苏州、南通一带，缂丝也因此呈现出风格迥異的两个流派：苏州缂丝、南通缂丝。
与苏州宋锦异同：两种织物同属于织造中的梭织物，织造材料都以桑蚕丝为主。区别：宋锦是斜纹组织，靠提花显花色，缂丝是平纹组织，靠挖花显花色。宋锦产于宋盛于明清，缂丝产于先唐盛于宋明。
2009年“缂丝织造技艺”以“中国蚕桑丝织技艺”的一部分，列入世界非物质文化遗产名录。

## 延伸閱讀
- Watt, James C.Y.; Wardwell, Anne E. . New York: The Metropolitan Museum of Art. 1997  [2018-11-30]. ISBN 0870998250. （原始内容存档于2018-11-03）.